# NBA 컵

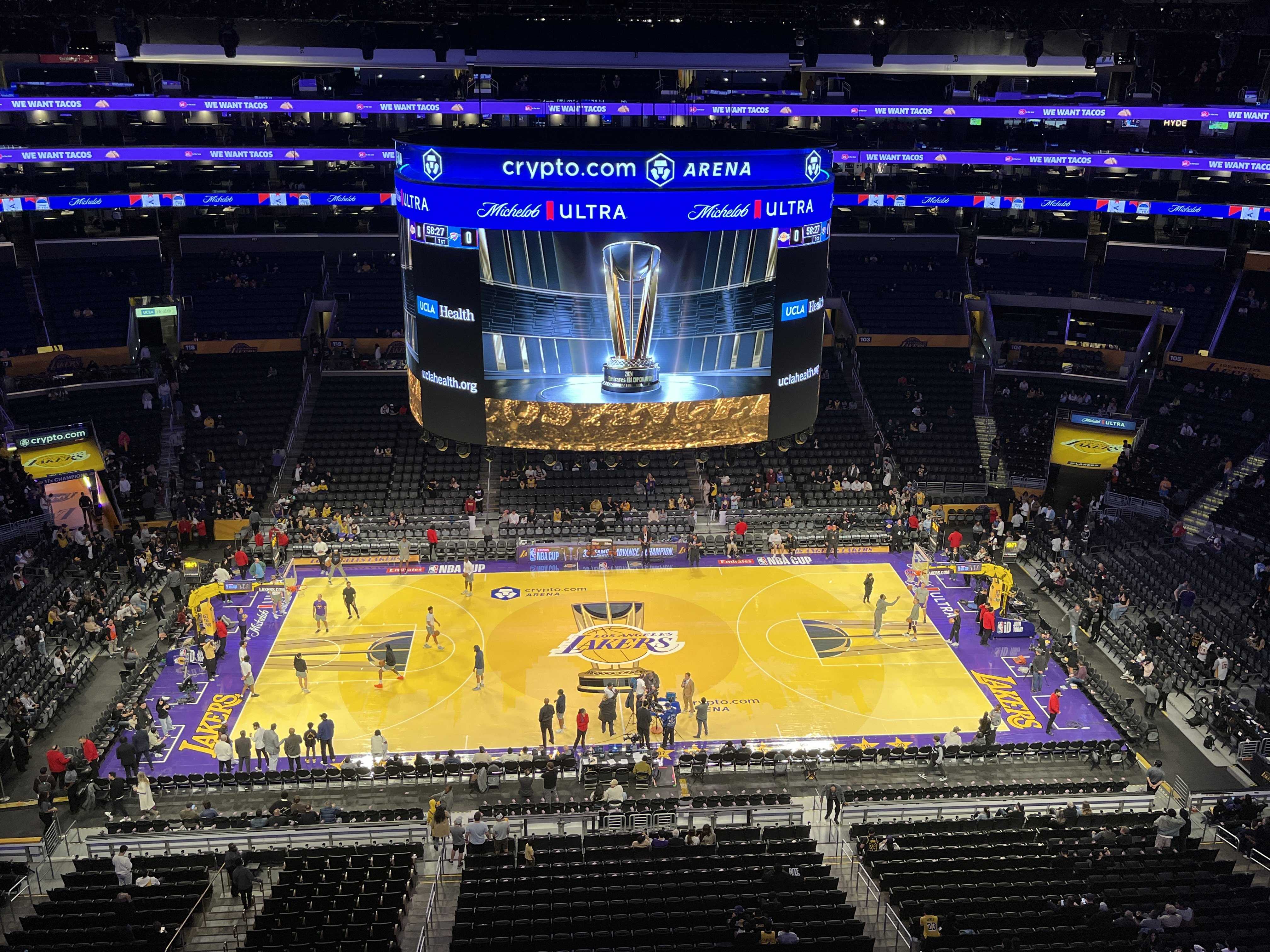
2024년 NBA 컵 로스앤젤레스 레이커스 홈 코트 모습

NBA 컵(영어: NBA Cup)은 NBA 정규시즌 중 열리는 대회다. 이 대회는 2023년 7월 8일에 공식적으로 발표되었고, 2023~2024 NBA 시즌에 첫 선을 보였다. 이 대회의 최대 대회명은 NBA 인-시즌 토너먼트(영어: NBA In-Season Tournament)라고 불렸다.
형식은 조별리그 플레이로 시작해 싱글 엘리미네이션 녹아웃 라운드가 이어지는 다단계 토너먼트다. 그룹 플레이는 컨퍼런스당 5개 팀씩 3개 그룹으로 구성되어 총 6개 그룹으로 구성된다. 각 팀은 NBA컵 조별리그 순위와 정규시즌 순위를 모두 고려하는 조별리그 4경기를 치른다. 각 조의 우승팀은 각 콘퍼런스에서 와일드카드 1팀과 함께 녹아웃 라운드에 진출한다. 녹아웃 무대의 마지막 두 라운드는 중립 장소에서 진행됩니다.
우승팀은 NBA컵이라고도 불리는 트로피를 받고, 우승 선수 한 명당 상금은 50만 달러를 받는다. NBA컵 초대 우승팀은 로스앤젤레스 레이커스였고, 2024년 우승팀은 밀워키 벅스이고, MVP는 야니스 아데토쿤보이다.

## 네이밍 스폰서
| 연도          | 스폰서          |
| ------------- | --------------- |
| 2024년 ~ 현재 | 에미레이트 항공 |

## 역사
NBA 관계자들은 인시즌 토너먼트가 도입되기 전 최소 15년간 개최 가능성을 논의했다. NBA는 매년 11월과 12월 두 리그의 정규시즌이 겹칠 때 시청자와 관심을 놓고 NFL과 경쟁하려 하는 것에 대해 수십 년간 우려해왔다.
2023년 7월 6일 ESPN 기자 아드리안 워즈나로우스키는 NBA가 11월 3일부터 12월 9일까지 첫 번째 시즌 토너먼트를 개최할 것이라고 보도했다. 토너먼트의 세부 사항은 7월 8일 NBA에 의해 공개되었다. 조 추첨이 발표되었고 준결승과 챔피언십이 네바다주 라스베이거스 T-모바일 아레나에서 예정되었다. 2023년 12월 9일 로스앤젤레스 레이커스는 NBA 컵 우승 챔피언 결정전에서 인디애나 페이서스를 상대로 승리했다.
2024년 2월 2일, 항공사 에미레이트 항공(영어: Emirates, 아랍어: طيران الإمارات)는 NBA 컵의 명명권을 포함하여 NBA와 다년 계약을 발표하여 2024년부터 에미레이트 NBA 컵이 되었다.

## 포멧
이 대회는 WNBA 커미셔너스컵과 같은 시즌 내 다단계 대회와 축구에서 열리는 대회와 비슷한 형식을 가지고 있다. 토너먼트 규칙은 다음과 같습니다.
- 각 콘퍼런스는 각각 5개 팀씩 3개 그룹으로 나뉘어 총 6개 그룹으로 구성된다. 상위 3개 팀(이전 시즌 기록 기준)은 3개의 컨퍼런스 그룹에 무작위로 할당되고, 다음 3개 팀은 무작위로 할당된다.

- 11월 중 화요일과 금요일에 열리는 각 조의 라운드 로빈 토너먼트는 각 팀이 조의 다른 팀과 각각 1경기씩 총 4경기(홈에서 2경기, 원정에서 2경기)를 치른다. 이 경기들은 정규 시즌 경기로도 간주된다.

- 각 콘퍼런스에서 4개 팀이 와일드카드로 가장 좋은 기록을 가진 조 준우승 외에 수영장 우승자 3명을 포함해 싱글 엘리미네이션 토너먼트에 진출한다.

- 8강전은 콘퍼런스별 조별리그 플레이 경기에서 가장 좋은 성적을 거둔 두 팀이 주최하고, 조별리그 플레이 경기에서 가장 좋은 성적을 거둔 팀이 와일드카드팀을 주관한다. 콘퍼런스에서 두 팀 이상이 상위 시드에 동률을 이루면 아래에 설명된 타이브레이커 프로토콜에 따라 동점이 깨진다.

- 준결승전과 챔피언 결정전은 라스베이거스에서 열릴 것이다.

- 챔피언 결정전을 제외한 모든 경기가 정규 시즌 순위를 향해 집계되고 있다.

- 챔피언 팀의 선수들은 각각 50만 달러를 받을 것이고, 준우승팀은 20만 달러를 받을 것이다. 준결승에서 패한 두 팀의 선수가 각각 10만 달러, 8강에서 패한 네 팀의 선수가 각각 5만 달러를 받는다.

그룹 플레이가 끝날 때 두 팀 이상이 그룹 내에서 동점이 되면 다음 타이브레이커(순차 순서)에 따라 동점이 깨집니다.
- 그룹 스테이지에서 정면승부 기록

- 그룹 단계의 점 차이

- 그룹 스테이지에서 점수를 얻은 총점

- NBA 정규 시즌 정규 시즌 기록

- 랜덤 추첨 (이전 타이브레이커에 이어 두 팀 이상이 여전히 동점인 경우)

콘퍼런스에서 2개 이상의 팀이 와일드카드에 동률을 이루면 조별 타이브레이커가 해결된 후 위에서 설명한 것과 동일한 타이브레이커(그룹 스테이지에서의 정면승부 기록 제외)에 따라 와일드카드 타이가 깨진다.
선수노조인 미국프로농구선수협회(NBPA)는 2023년 많은 선수들이 점수 차와 점수를 타이브레이커로 사용하는 것에 반대했다고 밝혔다. 한 보고서에 따르면, 이 타이브레이커들은 스포츠의 불문율을 위반하여 팀들이 점수를 올리도록 부추겼다. 선수, 코치, 그리고 다른 리그 직원들은 경기당 최대값으로 포인트 차이를 제한하거나 팀이 상대를 앞지른 쿼터 수를 사용하는 것과 같은 대체 타이브레이커를 제안했다.

## 정규시즌에 미치는 영향
챔피언결정전을 제외한 대회 전 경기가 정규시즌 경기로 집계된다.
NBA의 정규 시즌 일정 공식은 다른 팀의 경기 수를 조정하기 위해 수정되어 시즌 초기에 각 팀당 80경기만 발표되며 81번째와 82번째 일정 경기가 발표될 예정이다.
- 토너먼트 녹아웃 라운드에 진출하지 못한 22개 팀은 녹아웃 라운드에 앞서 탈락한 다른 팀과 홈과 원정 1경기 등 2경기를 추가로 치른다. 이러한 경기는 NBA컵 경기가 예정되어 있지 않은 날에 녹아웃 라운드 동안 발생할 것이다.

- 8강에서 패한 4개 팀은 토너먼트 챔피언십 게임 전날 같은 콘퍼런스부터 상대와 1경기를 추가로 치른다.

## 유니폼과 코트
NBA컵 경기의 경우 홈팀이 '시티' 에디션 유니폼을 입고 경기는 이벤트를 위해 특별히 설계된 농구 코트에서 진행되며, 코트는 정규시즌에 사용된 것과 달리 자유투 레인의 양쪽 끝에 대조적인 중간 색상 스트립이 그려진 완전히 칠해진 단풍나무 표면이 특징이다. NBA컵은 센터코트에 전시되며, 자유투 레인에도 트로피의 실루엣이 그려져 있다. 코트 디자인은 해당 시즌 홈팀의 '시티' 유니폼을 기반으로 한다.
모든 팀이 새로운 NBA 컵 코트에서 경기를 할 수 있었던 것은 아니다. 댈러스 매버릭스가 2023년에 치른 두 번의 홈 NBA 컵 경기는 NBA 컵 코트에 영향을 미치는 제조 문제로 인해 더 전통적인 농구 코트에서 열렸다.
매버릭스 전 구단주 마크 큐반은 "훌륭한 마케팅 아이디어"라고 인정했지만 코트의 "팬이 아니었다"고 말하는 등 독특한 코트 디자인에 대한 반응이 엇갈렸다.
라스베이거스 T-모바일 아레나에서 열리는 준결승과 결승전을 위해 토너먼트 코트는 빨간색 미들 스트립으로 파란색이다. 그러나 8강까지 검은색 "시티" 유니폼을 입고 모든 토너먼트 경기를 치렀음에도 불구하고 로스앤젤레스 레이커스는 코트와의 대조가 부족하여 준결승 라운드에서 금색 "아이콘" 유니폼을 입을 수밖에 없었다. 레이커스 선수들의 바람에 반한다. 인디애나 페이서스도 같은 제한을 받았다.

## 역대 준결승전과 결승전

### 준결승전
| 연도 | 날짜      | 경기장          | 관중수 | 팀1                 | 스코어    | 팀2                   |
| ---- | --------- | --------------- | ------ | ------------------- | --------- | --------------------- |
| 2023 | 12월 7일  | T-모바일 아레나 | 16,837 | 인디애나 페이서스   | 128 - 119 | 밀워키 벅스           |
| 2023 | 12월 7일  | T-모바일 아레나 | 18,017 | 뉴올리언스 펠리컨스 | 89 - 133  | 로스앤젤레스 레이커스 |
| 2024 | 12월 14일 | T-모바일 아레나 | 17,113 | 밀워키 벅스         | 110 - 102 | 애틀랜타 호크스       |
| 2024 | 12월 14일 | T-모바일 아레나 | 17,937 | 오클라호마시티 선더 | 111 - 96  | 휴스턴 로키츠         |

### 결승전
| 연도 | 날짜      | 경기장          | 관중수 | 우승팀                | 스코어    | 준우승팀            | MVP                                   |
| ---- | --------- | --------------- | ------ | --------------------- | --------- | ------------------- | ------------------------------------- |
| 2023 | 12월 9일  | T-모바일 아레나 | 19,021 | 로스앤젤레스 레이커스 | 123 - 109 | 인디애나 페이서스   | 르브론 제임스 (로스앤젤레스 레이커스) |
| 2024 | 12월 17일 | T-모바일 아레나 | 18,519 | 밀워키 벅스           | 97 - 81   | 오클라호마시티 선더 | 야니스 아데토쿤보 (밀워키 벅스)       |

### 우승 횟수
| 횟수 | 팀                                |
| ---- | --------------------------------- |
| 1회  | 로스앤젤레스 레이커스 밀워키 벅스 |

### NBA 컵 진출 횟수 및 우승 · 준우승 횟수
| 팀                    | NBA 컵 결승전 진출 횟수 | 우승 횟수  | 준우승 횟수 |
| --------------------- | ----------------------- | ---------- | ----------- |
| 로스앤젤레스 레이커스 | 1회 (2023)              | 1회 (2023) | -           |
| 인디애나 페이서스     | 1회 (2023)              | -          | 1회 (2023)  |
| 밀워키 벅스           | 1회 (2024)              | 1회 (2024) |             |
| 오클라호마시티 선더   | 1회 (2024)              | -          | 1회 (2024)  |

## 수상
대회가 끝난 뒤 리그는 NBA컵 트로피, NBA컵 최우수선수상, 챔피언 메달, 올토너먼트팀 등을 시상한다.

### 트로피
토너먼트에서 우승한 팀은 NBA 컵을 받습니다. 트로피는 빅터 솔로몬이 디자인하고 티파니 & Co. 스털링 실버, 주홍색 35파운드(16kg)에 24캐럿 골드, 블랙 세라믹으로 코팅되었으며 23인치(58cm) 높이로 대회가 창설된 해를 상징한다. 디자인은 8개의 금 갈래로 둘러싸인 검은색 컵과 새로운 컨퍼런스 챔피언십 트로피에서 영감을 받은 베이스가 특징입니다. 8개의 갈래는 결선 라운드에 진출할 수 있는 8개의 팀을 의미한다. 기본 디자인에는 리그의 30개 팀을 대표하는 30개의 네트 오프닝이 포함되어 있습니다.

### 최우수선수상
| 연도 | 이름              | 팀                    |
| ---- | ----------------- | --------------------- |
| 2023 | 르브론 제임스     | 로스앤젤레스 레이커스 |
| 2024 | 야니스 아데토쿤보 | 밀워키 벅스           |

### 올타임 토너먼트 팀
| 선수                 | 소속팀                |
| 2023년               | 2023년                |
| -------------------- | --------------------- |
| 야니스 아데토쿤보    | 밀워키 벅스           |
| 케빈 듀랜트          | 피닉스 선스           |
| 타이리스 할리버튼    | 인디애나 페이서스     |
| 앤서니 데이비스      | 로스앤젤레스 레이커스 |
| 르브론 제임스        | 로스앤젤레스 레이커스 |
| 2024년               |                       |
| 트레이 영            | 애틀랜타 호크스       |
| 샤이 길저스 알렉산더 | 오클라호마시티 선더   |
| 데미안 릴라드        | 밀워키 벅스           |
| 야니스 아데토쿤보    | 밀워키 벅스           |
| 알페렌 셴귄          | 휴스턴 로키츠         |

## 같이 보기
- NBA 플레이-인 토너먼트
- WNBA 커미셔너스컵
- NBA G 리그 쇼케이스 컵